# SS-Freiwilligen Legion Niederlande
La Legione volontaria dei Paesi Bassi (in tedesco SS-Freiwilligen Legion Niederlande ed in olandese Vrijwilligerslegioen Nederland) è un gruppo di volontari dei Paesi Bassi attivo durante la seconda guerra mondiale a fianco della Germania nazista il cui scopo era quello di combattere contro i bolscevichi in Europa orientale. La prima idea della legione venne a Arnold Meijer del movimento fascista Zwart Front ("Fronte Nero"). Lo scopo della legione con i suoi volontari era quello di far apparire il Nationaal-Socialistische Beweging (NSB) ("Movimento Nazional Socialista") nel miglior modo possibile agli occhi dei tedeschi. Secondo Meijer, la legione doveva avere una chiara impronta olandese ma questo era in contrasto con il pensiero tedesco. Il 28 giugno 1941 fu pubblicato sui giornali il messaggio di Meijer sull'istituzione di una legione di volontari.
Circa una settimana dopo, il 6 luglio 1941, venne pubblicato un altro annuncio sui giornali relativo all'effettiva costituzione della legione. Tuttavia, questo avvenne senza il coinvolgimento di Meijer e l'indirizzo a cui i volontari dovevano recarsi era un ufficio della Waffen-SS, l'SS Ergänzungstelle Nordwest de L'Aia. Il piano dei tedeschi era di creare un reggimento di SS con uniformi tedesche e che si differenziassero solo per alcuni distintivi. Meijer fu quindi messo da parte dai tedeschi. Al contrario, l'NSB acquisì sempre più influenza nella legione, cominciando con il reclutare i suoi membri appartenenti al Weerbaarheidsafdeling (WA), una divisione dell'NSB stessa. I volontari così reclutati, moltissimi dei quali provenienti dalle file dell'NSB, vennero inviati a Dębica, nell'attuale Polonia per l'addestramento. Ottennero per, la loro uniforme, di portare la Bandiera del Principe (Prinsenvlag) e delle specifiche insegne in alfabeto runico, lo stesso utilizzato dalle SS per le loro insegne. I soldati dovevano anche prestare giuramento al Führer ed alla Bandiera del Principe. Si stima che 20-25.000 volontari hanno combattuto in Europa orientale.